# Carl Schorlemmer

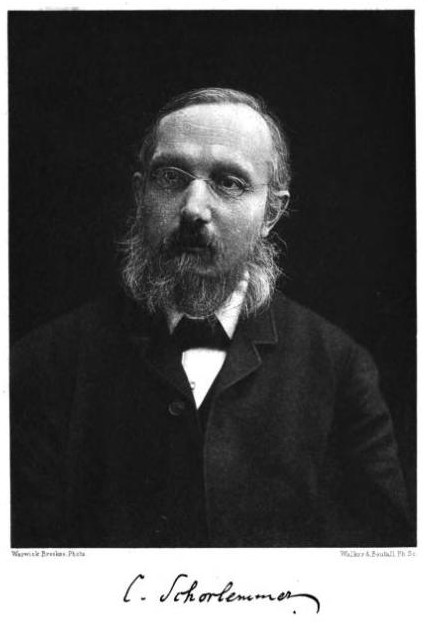
Carl Schorlemmer (um 1880)

Carl Schorlemmer (* 30. September 1834 in Darmstadt; † 27. Juni 1892 in Manchester) war ein deutscher Chemiker.

## Leben
Carl Schorlemmer war der älteste Sohn des Schreiners Johannes Schorlemmer und seiner Frau Katharine Philippine Schorlemmer. Er durchlief nach kurzem Volksschulaufenthalt die vierklassige Realschule. Zwischen 1850 und 1853 besuchte er die höhere Gewerbeschule in Darmstadt, wo er sich dem Corps Hassia anschloss. Die folgenden 2½ Jahre absolvierte er in Groß-Umstadt eine Lehre in der Lindenbornschen Apotheke. Nach bestandenem Gehilfenexamen nahm er eine Stelle in der Schwanenapotheke in Heidelberg an.
In Heidelberg hatte er Gelegenheit, die Vorlesungen von Robert Wilhelm Bunsen zu besuchen. Diese beeindruckten ihn dermaßen, dass er den Entschluss fasste, sich ganz der Chemie zu widmen. Er studierte 1859 ein Semester in Gießen. Im Herbst desselben Jahres nahm er eine Privatassistentenstelle bei Henry Enfield Roscoe in Manchester an. Bereits zwei Jahre später wurde er dort zum Unterrichtsassistenten.
Ab 1862 widmete er sich intensiven Studien über Alkoholradikale und Kohlenwasserstoffe der Fettreihe. Er bewies, dass die Hydride der Alkohole und die damals als Radikale des Alkohols aufgefassten Kohlenwasserstoffe das Gleiche darstellten. Die hierbei hauptsächlich zur Anwendung kommende Halogenisierung der Kohlenwasserstoffe führte ihn zur Entdeckung neuer Isomerieverhältnisse zwischen verschiedenen Halogeniden der Kohlenwasserstoffe und der dazugehörigen Alkohole sowie ihrer gegenseitigen Umwandlungen und zur Aufklärung ihrer Konstitution. Mit Ausnahme von Methan und Butan hat Schorlemmer die ganze Reihe der normalen Paraffine bis zum Oktan und ihre Derivate studiert und unter anderem das normale Pentan, Heptan und Diisopropyl entdeckt.
Schorlemmer war seit 1874 Professor für Organische Chemie in Manchester. Er war Mitglied der Philosophical Society ab 1870, der Royal Society ab 1871 und der American Philosophical Society ab 1878. 1887 wurde er zum Mitglied der Deutschen Akademie der Naturforscher Leopoldina gewählt. Schorlemmer war seit 1889 Mitglied der Sozialdemokratischen Partei Deutschlands und ein enger Freund von Karl Marx und Friedrich Engels, die er in naturwissenschaftlichen Fragen beriet. Insbesondere bei der Vermittlung hilfreicher Methoden wie der Differentialrechnung, die er als relevant für die Vorhersage von Wirtschaftskrisen erachtete, war Schorlemmer wichtiger Impulsgeber für Marx.
Sein Spezialgebiet waren die einfachen Kohlenwasserstoffe, die er unter einem einheitlichen theoretischen Gesichtspunkt klassifizierte und von denen er einige erstmals rein darstellen konnte. Er gilt dadurch auch als ein Wegbereiter der Petrolchemie.

## Ehrungen
- Am Owens College (Oxford Street in Manchester) wurde 1895 das Schorlemmer Memorial Laboratory gegründet, das sich als erstes in England mit der organischen Chemie beschäftigte.
- 1888 Ehrendoktor Dr. iur. h. c. der Universität Glasgow[5]
- Die Technische Hochschule Leuna-Merseburg trug von 1964 bis zu ihrer Auflösung den Namen Carl Schorlemmers. Ein Denkmal des Wissenschaftlers ist noch heute am ehemaligen Löschwasserteich des Campus der Hochschule Merseburg zu finden.
- In Halle (Saale) ist eine Straße (Carl-Schorlemmer-Ring) nach ihm benannt. In Merseburg gibt es eine Carl-Schorlemmer-Straße und in Leipzig eine Schorlemmerstraße, ebenso seit 1973 in Arheilgen.

## Schriften (Auswahl)
- H. E. Roscoe: Kurzes Lehrbuch der Chemie. Nach den neuesten Ansichten der Wissenschaft. Mit zahlreichen in den Text eingedruckten Holzstichen. Deutsche Ausgabe unter Mitwirkung des Verfassers bearbeitet von Carl Schorlemmer. Vieweg & Sohn, Braunschweig 1867
- H. E. Roscoe und C. Schorlemmer: Kurzes Lehrbuch der Chemie : nach den neuesten Ansichten der Wissenschaft. - Dt. Ausg. / bearb. von Carl Schorlemmer. 2., nach den neuesten Forschungen verm. und verb. Aufl. - Vieweg, Braunschweig 1868 (Digitalisierte Ausgabe der Universitäts- und Landesbibliothek Düsseldorf)
- H. E. Roscoe und C. Schorlemmer: Kurzes Lehrbuch der Chemie – nach den neuesten Ansichten der Wissenschaft. 2. Aufl. Vieweg & Sohn, Braunschweig 1869
- H. E. Roscoe: Die Spektralanalyse in einer Reihe von sechs Vorlesungen mit wissenschaftlichen Nachträgen. Autorisierte deutsche Ausgabe, bearbeitet von Carl Schorlemmer. Vieweg & Sohn, Braunschweig 1870 online
- Lehrbuch der Kohlenstoffverbindungen oder der organischen Chemie. Vieweg & Sohn, Braunschweig 1871, online im Internet Archive
- H. E. Roscoe, C. Schorlemmer: Ausführliches Lehrbuch der Chemie. Bd. 1. Vieweg & Sohn, Braunschweig 1873
- H. E. Roscoe: Kurzes Lehrbuch der Chemie nach den neuesten Ansichten der Wissenschaft. Mit zahlreichen in den Text eingedruckten Holzstichen und einer farbigen Spectraltafel. Deutsche Ausgabe, unter Mitwirkung des Verfassers bearbeitet von Carl Schorlemmer. 4., nach den neuesten Forschungen verm. u. verb. Aufl. Vieweg & Sohn, Braunschweig 1873
- Manual of the Chemistry of Carbon Compounds, or organic chemistry. London 1874
- Lehrbuch der Kohlenstoffverbindungen oder der organischen Chemie. 2. verb. Aufl. Vieweg & Sohn, Braunschweig 1874
- H. E. Roscoe: Kurzes Lehrbuch der Chemie. Nach den neuesten Ansichten der Wissenschaft. Mit zahlreichen in den Text eingedruckten Holzstichen. Deutsche Ausgabe unter Mitwirkung des Verfassers bearbeitet von Carl Schorlemmer. 5. verb. Aufl. Vieweg & Sohn, Braunschweig 1875
- H. E. Roscoe; C. Schorlemmer: A Treatise on chemistry. Vol. 1–3, London, New York 1877–1892
- H. E. Roscoe; C. Schorlemmer: A Treatise on chemistry. 2nd ed. London, New York 1878
- H. E. Roscoe; C. Schorlemmer: Ausführliches Lehrbuch der Chemie. 4 Bde. Vieweg & Sohn, Braunschweig 1877–1889
- H. E. Roscoe: Kurzes Lehrbuch der Chemie. Nach den neuesten Ansichten der Wissenschaft. Mit zahlreichen in den Text eingedruckten Holzstichen. Deutsche Ausgabe unter Mitwirkung des Verfassers bearbeitet von Carl Schorlemmer. 6. verb. Aufl. Vieweg & Sohn, Braunschweig 1878
- The rise and development of organic chemistry. Manchester und London 1879
- H. E. Roscoe u. Carl Schorlemmer: Kurzer Lehrbuch der Chemie nach neuesten Ansichten der Wissenschaft. 7. verb. Aufl. Vieweg & Sohn, Braunschweig 1882
- Origine et Développement de la Chimie organique. Ouvrage traduit de l´anglais avec autorisation de l´auteur par Alexandre Clapéde. Paris 1885
- Lehrbuch der Kohlenstoffverbindungen oder der organischen Chemie. Braunschweig 1886
- Der Ursprung und die Entwickelung der organischen Chemie. Vieweg & Sohn, Braunschweig 1889, online im Internet Archive
- Carl Schorlemmer: Ursprung und Entwicklung der organischen Chemie. (Ostwalds Klassiker der exakten Wissenschaften, Bd. 259), Akademische Verlagsgesellschaft Geest und Portig, Leipzig 1984